# 토코페디아
토코페디아(인도네시아어: Tokopedia)는 2009년에 설립된 인도네시아 최대의 전자 상거래 회사이다. 본사는 인도네시아 수도 자카르타에 있다.